# Paul Balze
Paul Balze, né Paul Jean Étienne Balze le 29 avril 1815 à Rome et mort à Paris le 23 mars 1884, est un peintre et copiste d'art français.

## Biographie
Il est le fils de Joseph Balze (1781-1847), grand chambellan du roi d'Espagne Charles IV pendant son exil à Rome de 1811 à 1819, et le frère de Raymond Balze. Joseph Balze rencontra Ingres pendant son séjour romain et lui fit plusieurs commandes après 1814.
Il est admis à l’École des Beaux-Arts de Paris en 1831, où il est présenté par Jacob ; comme son frère, il sollicite une carte de copiste au Louvre. Puis, accompagné de son frère Raymond, il suit Ingres à Rome, où celui-ci vient d’être nommé à la tête de l’Académie de France.
À la demande d'Ingres, il réalise avec son frère des copies des fresques des Loges du Vatican qui avaient été exécutées par Raphaël en 1519 pour le pape Léon X. Les 52 copies ont été exposées dès 1840 dans la chapelle de l'école des beaux-arts de Paris. En 1843, pour répondre au souhait d'Ingres de leur trouver une « destination monumentale », Félix Duban propose de les placer dans les galeries du 1er étage du Palais des Études. Ces copies ont trouvé leur place dans les quartiers des voûtes de galeries en 1854-1855 grâce aux peintres décorateurs Charles Chauvin et Camille-Auguste Gastine.
De retour en France, il mène une carrière de peintre, réalisant notamment le décor de plusieurs édifices religieux.
Il meurt à Paris dans le (7e arrondissement) le 23 mars 1884. Il est inhumé dans la sépulture familiale dans la 10e division du cimetière du Montparnasse.

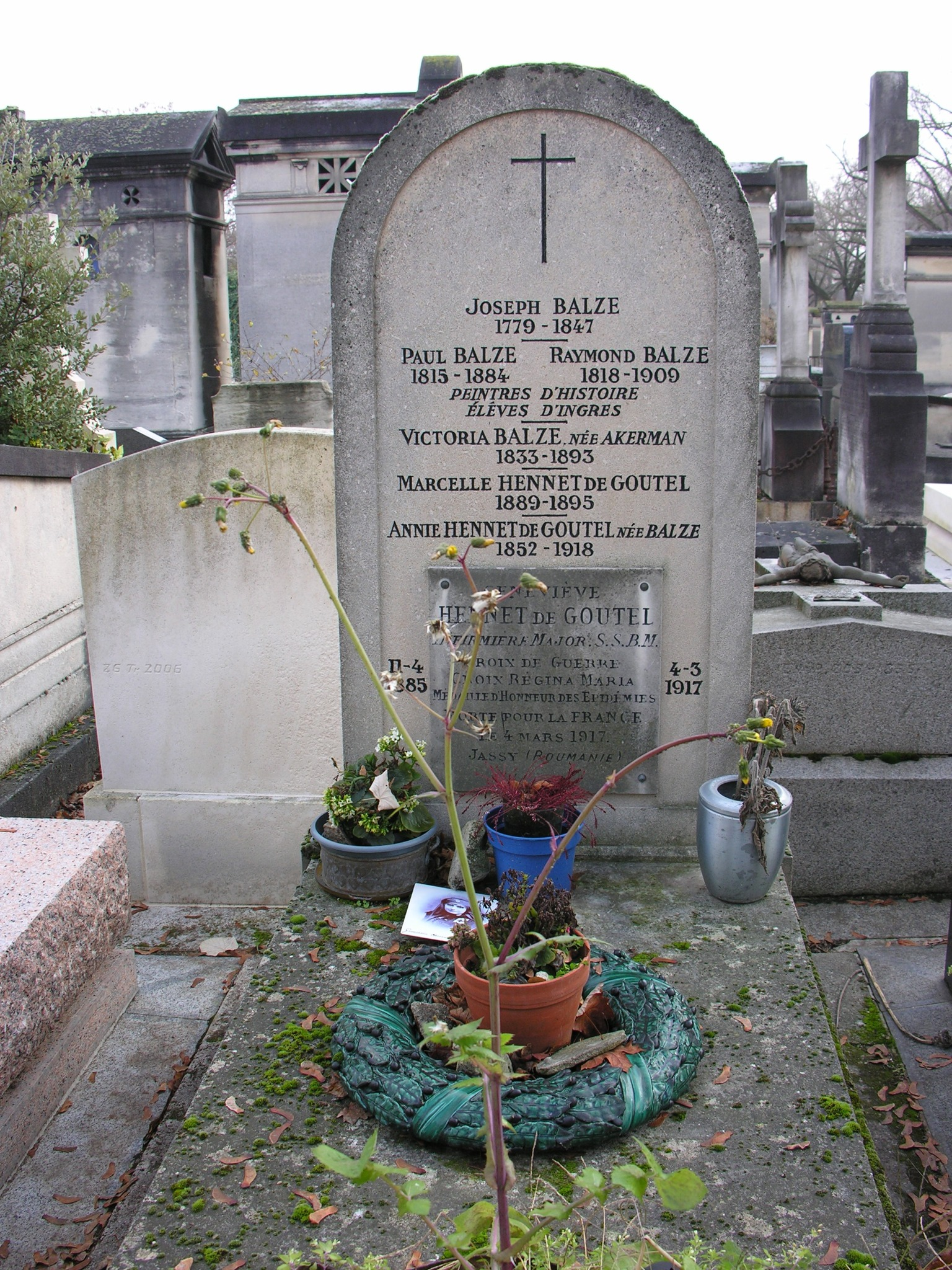
Vue de la sépulture.

## Œuvres
Balze réalise la copie de plusieurs œuvres de Raphaël reproduites sur faïence et prend part à la décoration de l'Hôtel de la Banque de France à Paris.
En 1855 il réalise avec son frère Raymond, une copie de L'Apothéose d'Homère de son maître Ingres pour un des plafonds du musée du Louvre. De 1859 à 1861, il peint la fresque du Couronnement de la Vierge sur la voûte du chœur de l’église Saint-Symphorien à Versailles.
Entre 1865 et 1869, il réalise avec son frère Raymond des copies des peintures de la fresque de François Perrier sur la voûte de la Galerie dorée, en mauvais état ; puis entre 1875 et 1881, il restaure des fresques du Primatice à la chapelle de l'abbé de l'abbaye de Chaalis, pour le baron Alphée Bourdon de Vatry et son épouse depuis 1821, Rose Augusta Emilie Pamela Hainguerlot (1802-1881), dont il copia (collection particulière) un portrait tenant un écureuil, peint vers 1830.
En 1891, il réalise avec son frère Raymond, pour la façade de l'Église Saint-Jacques de Montauban, une mosaïque inspirée de La Vision d'Ézéchiel d'après Raphaël.
Paul Balze a réalisé des décors peints sur lave émaillée pour plusieurs façades d'églises à Paris : en 1865 à l'église Saint-Augustin ; à l'église Saint-Joseph-des-Nations ; en 1867 au tympan de la porte droite du porche de l'église de la Sainte-Trinité ; en 1870 à l'église Saint-Laurent ; en 1876 pour l'église Saint-Joseph-des-Nations.

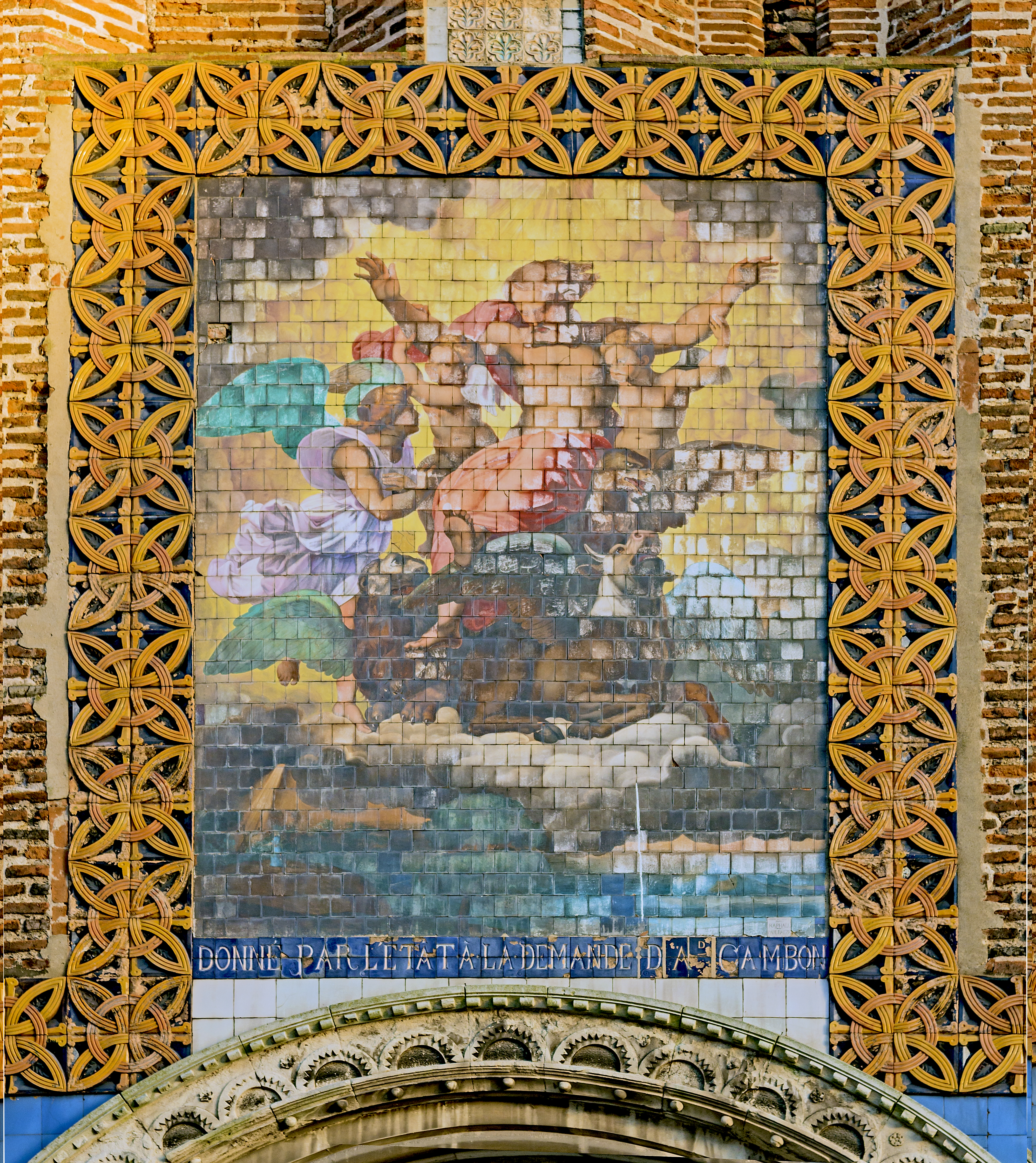
L'Église Saint-Jacques de Montauban Mosaïque de la façade, inspirée de La Vision d'Ézéchiel Raymon et Paul Balze (1891).
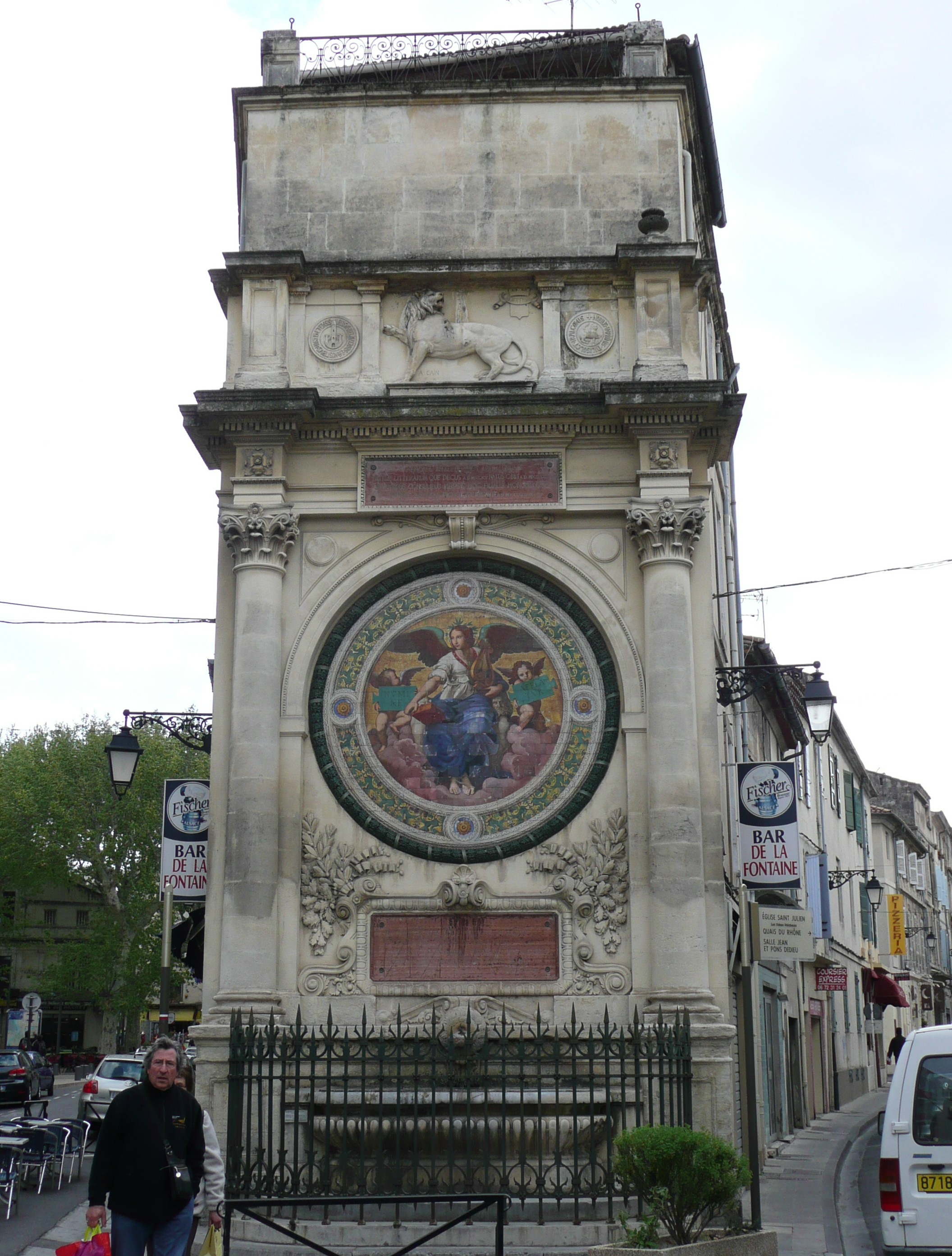
Fontaine Amédée Pichot.